# Mthethwa
Mthetwa (c.1780-1817) (igualmente escrito mtetwa, mtétwa o mtetua), que significa «aquel que gobierna», es el nombre que recibió una confederación de tribus nguni y de otras etnias que formaron un estado en el actual territorio de Sudáfrica durante el siglo XVIII, entre los ríos Umfolozi y Tugela y al sur de la bahía de Delagoa, en la región conocida como KwaZulu-Natal. Los registros históricos indican que el pueblo mthethwa forma parte de la categoría original de nguni de entre un conjunto de clanes cuya identidad moderna se remonta a unos 700 años en el pasado y se encuentran entre los grupos nguni originales que abandonaron los Grandes Lagos de África Central entre los años 200 y 1200 después de Cristo. Tras llegar al sur de África se asentaron en torno a la actual Suazilandia, principalmente en las Cordillera Lebombo, antes de desplazarse de nuevo durante el siglo XV hasta establecerse en KwaZulu-Natal, en la región de Nkandla.
A diferencia de su entidad sucesora, el Reino zulú, los mthethwa formaban una confederación de más de 30 tribus y clanes hasta que Shaka Zulú se convirtió en rey, cuando transformó a los mthethwa en una nación casi homogénea con un solo gobernante, el nkosi.
Los mthethwa se consolidaron y extendieron bajo el gobierno de Dingiswayo, su jefe más famoso, que permitió el gobierno de cada uno de los jefes tribales a cambio de un tributo de ganado y que formó una alianza con los tsonga al norte a principios del siglo XIX y que además empezó a comerciar con los portugueses en Mozambique. Los buteletzi y otras tribus nguni, incluido el entonces marginal clan zulú dirigido por Senzangakona, se integraron en una especie de confederación en torno a 1811 en la que predominaban los mthetwa. Dingiswayo murió en batalla contra los ndwandwe en 1817 y el reino zulú creado por Shaka, antiguo comandante del ejército, sustituyó a la confederación mthethwa. Muchas innovaciones administrativas y militares, como el sistema de regimientos por edad, el amabutho, usadas posteriormente por el reino zulú eran mthethwa en origen, aunque una antigua teoría que afirma que los dirigentes nyambose de los mthetwa introdujeron el amabutho ya no goza de aceptación debido a las pruebas de una amplia extensión de la práctica en el siglo XVIII o incluso antes. Los mthetwa fueron una de las primeras tribus nguni en usar armas de fuego, llamadas isibhamu o bhamu por el sonido que hacían al disparar.